# Vauville (Manche)
Vauville település Franciaországban, Manche megyében. Lakosainak száma 370 fő (2018. január 1.). Vauville Beaumont-Hague, Biville és Sainte-Croix-Hague községekkel határos.

## Népesség
A település népessége az elmúlt években az alábbi módon változott:
| Lakosok száma | 255  | 259  | 343  | 372  | 363  | 378  | 374  | 352  | 319  | 370  |
|               | 1968 | 1975 | 1982 | 1990 | 1999 | 2011 | 2013 | 2015 | 2017 | 2018 |